# Regne de Dassa
El regne de Dassa (o Idassa) fou un estat històric ioruba situat a la moderna república de Benín. Estava situat a uns 45 km al sud-oest del regne de Sabe i a uns 60 km al nord-oest del regne de Ketu. La capital era la moderna Dassa-Zoumé. Es coneix una llista de 26 reis de Dassa sent el primer Jagou Olofin, que hauria vingut des del país Egba. La successió era curiosa, ja que a la mort del rei el succeïen els seus fills per torn incloent les dones, i acabats tots, el fill del primer (excloent els fills de les reines dones); els 26 reis (incloent dues dones) corresponen a 9 generacions pel que es calcula que el regne fou fundat vers el 1700.

## Història
La història és molt poc coneguda, però se sap que al segle xviii hi havia pressió de l'Imperi d'Oyo, sota un anomenat Adjinakou que seria un general imperial (doncs cap Alaafin portava aquest nom) i podria ser una deformació d'Ajanaku que vol dir "Elefant". Durant la primera meitat del segle xix hi va haver atacs dels fongs del regne de Dahomey, sota el seu rei Gezo ("Gbalangbe" o "Zedoko") i els habitants del regne es van haver de retirar a les zones muntanyoses on van fundar la moderna ciutat de Dassa-Zoumé. John Duncan, un escocès que va participar en l'expedició del Níger del 1841, va passar per les muntanyes de Dassa el 1846 venint d'Abomey, i explica que les seves poblacions estaven situades en llocs escollits per a la defensa; anomena al poble "anagoos" i diu que eren hàbils en treballar el ferro i que posseïen un verí molt fort amb el que impregnaven les seves fletxes, el que els havia permès de resistir els atacs exteriors.

## Reis
- Jagu Olofin
- Sis reis
- Origi
- Araye
- Okemou
- Oyoubo
- Agou
- Osoy
- Araka
- Ayaba
- Kinyoun
- Nana
- Ojo
- Egba Kotan I
- Sokoti
- Arisi
- Amoro ?-1889
- Ajikin Zomaw I 1889 - ?
- Abisi Oyo ?-1941
- Awo Alagi 1941-1942
- Bernardin Zomaw II 1942-?
- Egba Kotan II 2002-